# هارولد لوئیس
 هارولد لوئیس (انگلیسی: Harold ("Hal") Warren Lewis؛ زاده ۱ اکتبر ۱۹۲۳ درگذشته ۲۶ مهٔ ۲۰۱۱) یک فیزیک‌دان اهل ایالات متحده آمریکا بود.